# La Paix chez soi (film, 1933)
Pour plus de détails, voir Fiche technique et Distribution.
La Paix chez soi est un court métrage français réalisé par André Hugon, sorti en 1933.

## Synopsis
Trielle est un homme de lettres payé à la ligne, qui subit le mépris et les moqueries de sa jeune épouse Valentine. Pour retrouver « la paix chez soi », il décide de mettre à l'amende chacun de ses caprices, et retire cent cinquante francs de la somme mensuelle allouée pour  payer les dépenses ménagères…

## Fiche technique
- Titre original : La Paix chez soi
- Réalisation : André Hugon
- Scénario : Paul Fékété (adaptation), d'après la pièce du même titre de Georges Courteline
- Décors : Robert-Jules Garnier
- Photographie : Marc Bujard et Jean Lalier
- Son : Marcel Royné
- Montage : Louise Mazier
- Musique : Jacques Janin
- Société de production : Les Productions André Hugon
- Pays d'origine :  France
- Format : Noir et blanc - 35 mm
- Genre : Comédie
- Durée : 35 minutes
- Date de sortie : 1933

## Distribution
- René Lefèvre : Trielle
- Mireille : Valentine